# Междуреченск (Коми)
Вижте пояснителната страница за други значения на Междуреченск.
Междуреченск е селище от градски тип в Удорски район, Република Коми, Русия. Населението на селището към 1 януари 2018 г. е 1173 души. към 2010 г.
В него са живели българи, работили в рамките на дългосрочния договор между НРБ и СССР за дърводобив в Коми.

## История
През декември 1967 г. е подписано споразумение между Съветския съюз и Народна република България за сътрудничество в областта на добива на дървесина на територията на СССР за нуждите на тогавашното народно стопанство на НРБ. Планира се създаване на 3 предприятия за дървесина.
Само след 2 месеца в Удорски район на Коми АССР пристигат български строители, които започват да изграждат в суровите условия на руския север първото от планираните 3 предприятия за дървесина, както и жилища за работниците. След 8 години в тайгата на Коми са построени 3 големи селища – Усогорск, Благоево и Междуреченск.